# 프뉴마 (음악 그룹)
프뉴마는 대한민국의 음악 그룹이다. 2012년 정규 앨범 《The Wind Of Pneuma》로 데뷔했다.

## 방송
- 제22회 극동방송 복음성가경연대회 (2011) - 인기상

## 음반
- The Wind Of Pneuma (2012)